# Ulubey, Ordu
Ulubey là một huyện thuộc tỉnh Ordu, Thổ Nhĩ Kỳ. Huyện có diện tích 304 km² và dân số thời điểm năm 2007 là 20235 người, mật độ 67 người/km².